# Austin (Chicago)
Pour les articles homonymes, voir Austin.

Situation d'Austin dans la ville de Chicago

Austin est l'un des 77 secteurs communautaires de la ville de Chicago aux États-Unis. Ce secteur est situé dans le West Side de la ville.